# Пешка (сёги)
Пешка (яп. 歩兵 фухё:, пеший солдат) — фигура в сёги.
Обозначение в европейской нотации: P.
В начале партии у каждого игрока имеется по 9 пешек, занимающих всю 3-ю (от игрока) горизонталь.
В наборах сёги обычно присутствует 19 (иногда, в наборах экстра-класса, даже 20) пешек. Одна из них является запасной (на случай потери), и на время партии убирается в недоступное место.
При определении права первого хода перед началом партии, пешки используются для фуригомы.
Кроме классических сёги, пешки сёги присутствуют и практически во всех вариантах сёги, а в хасами сёги они (и токины) являются единственными игровыми фигурами.

## Правила ходов
Пешка в сёги — самая слабая фигура, однако с ней связано больше правил, чем с любой другой фигурой сёги:
- В сёги пешка, в отличие от шахматной пешки ходит только на одно поле вперёд, и точно так же бьёт. Если пешка ходит по доске на 7-ю, 8-ю или 9-ю (считая от игрока) вертикаль, то при этом ходе она может (а в последнем случае обязана) перевернуться в токина, который далее будет ходить, как золото (см. рис.)

- Правило нифу (яп. 二歩, «две пешки»): запрещено сбрасывать (выставлять) пешку на вертикаль, на которой уже есть своя неперевёрнутая пешка.

Нарушение этого правила является одной из самых распространённых причин проигрыша у играющих в официальном турнире новичков (а зачастую и более опытных игроков). Хотя правило это крайне простое, сложно найти опытного сёгиста, который ни разу в жизни его не нарушил.
Это правило предотвращает создание прочных пешечных цепей (в ходе игры в руке обычно скапливается много пешек, и без этого правила их можно было бы сбрасывать в защиту одну на другую, затягивая игру и делая её гораздо скучнее).
- Правило утифудзумэ (яп. 打歩詰め, «мат сбросом пешки»): запрещено ставить мат сбросом пешки. Иногда[1] это правило приводит к тому, что для оптимальной игры приходится делать ход слоном или ладьёй без переворота, когда возможность переворота есть.

- Пешку запрещено сбрасывать на последнюю (считая от сбрасывающего) горизонталь.

Нарушение любого из этих правил является кинтэ и приводит к мгновенному проигрышу.

## Названия
- Пешка перед ладьёй называется ладейной.
- Пешка на 5-й вертикали называется центральной.
- Пешки на 1-й и 9-й вертикали называются крайними.
- Пешка на 3d (7f) называется боковой и даёт название дебюту ёкофудори (яп. 横歩取り «взятие боковой пешки»).
- Пешка, которая следующим ходом может перевернуться, называется висячей.
- Пешка на 5-й горизонтали, становящаяся остриём атаки, называется авангардной (яп. 位 курай)

## Свойства
Пешка в сёги — основной рабочий материал. В начале атаки в руке обычно начинают скапливаться пешки. Отсутствие пешек в руке (фугирэ (яп. 歩切れ)) — существенный ущерб как для атаки, так и для защиты.

## Пешечные тэсудзи
Хотя пешка — слабейшая из фигур в сёги, с ней связано больше тэсудзи (классических приёмов), чем с любой другой фигурой:
- Размен ладейной пешки
- Пешка-якорь (яп. 底歩 сокофу) — сброс пешки позади золота
- Висячая пешка (яп. 垂歩 тарэфу) — сброс пешки, которая следующим ходом может перевернуться
- Вступающая пешка (яп. 継ぎ歩 цугифу) — освобождение ударами пешек места для висячей пешки с её последующим навешиванием
- Танцующая пешка — тэсудзи последовательного занятия пешками полей для отступления золоту. Требует наличия пяти пешек в руке (или четырёх в руке и одной на доске перед золотом).
- и т. д.

Митио Ариёси, 9-й дан, приводит 9 пешечных тэсудзи и упоминает шедевр Дзиро Като, 9 дана «Игра в сёги начинается с пешки» (яп. 将棋は歩から сёги-ва фу-кара) в трёх томах, содержащий 21 пешечное тэсудзи.
Пешка является основным инструментом в атаках по краю.

## Пословицы про пешку
- Атаку начинай с размена пешки.
- Нет пешки — нет атаки.
- Где есть утифудзумэ, найдётся и цумэ.
- Пешка стоит тысячи золотых.
- Пешка позади золота крепче скалы[3].